# Chenopodiaceae
Famille
Classification APG II (2003)
Classification APG III (2009)
En classification classique la famille des Chenopodiaceae regroupe des plantes dicotylédones ; elle comprend 1 400 espèces réparties en une centaine de genres.
Cette famille est invalide en classification phylogénétique et ses genres sont incorporés dans la famille Amaranthaceae.
Certains chénopodes ont été ou sont encore utilisés comme plante alimentaire.

## Étymologie
Le nom vient du genre Chenopodium, du grec χήν  / chèn, oie, et ποδιον / podion, « petit pied ; patte », en référence à la forme des inflorescences.

## Description
Ce sont essentiellement des plantes herbacées (quelques arbustes, arbres et lianes) parfois à l'aspect succulent. Elles sont largement répandues.
Présents en France et comestibles, on peut citer les genres :
- Chenopodium, les chénopodes dont le Chénopode bon-Henri ou épinard sauvage, le chénopode fausse Ambroisie (Chenopodium ambrosioides Spach. appelé aussi épazote au Mexique), et le chénopode blanc (Chenopodium album L.) appelé  chou gras (pluriel : choux gras) au Québec ;
- Atriplex, l'arroche ;
- Beta, la Bette maritime et ses variétés cultivées, la betterave et la poirée ou bette ;
- Salicornia et Sarcocornia, les salicornes ;

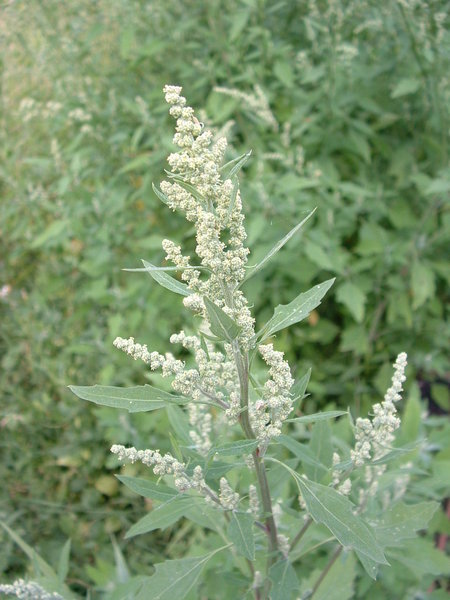
Chénopode blanc

- Spinacia, l'épinard.

## Liste des genres
La centaine de genres des Chenopodiaceae :
- Acroglochin
- Agathophora
- Agriophyllum
- Alexandra
- Allenrolfea Kuntze
- Amaranthus
- Anabasis
- Anthochlamys
- Aphanisma Nutt. ex Moq.
- Archiatriplex
- Arthrocnemum Moq.
- Arthrophytum
- Atriplex L.
- Axyris L.
- Baolia
- Bassia All.
- Beta L.
- Bienertia
- Blitum
- Borsczowia
- Camphorosma
- Ceratocarpus
- Ceratoides Gagnebin
- Chenopodium L.
- Climacoptera
- Corispermum L.
- Cornulaca
- Cremnophyton
- Cyathobasis
- Cycloloma Moq.
- Didymanthus
- Dissocarpus
- Dysphania R. Br.
- Einadia
- Enchylaena
- Endolepis Torr.
- Eremophea
- Eriochiton
- Eurotia
- Exomis
- Fadenia
- Fredolia
- Gamanthus
- Girgensohnia
- Grayia Hook. et Arn.
- Hablitzea
- Halanthium
- Halarchon
- Halimione
- Halimocnemis
- Halocharis
- Halocnemum
- Halogeton C.A. Mey.
- Halopeplis
- Halosarcia
- Halostachys
- Halothamnus
- Haloxylon
- Hammada
- Heterostachys
- Holmbergia
- Horaninovia
- Iljinia
- Kalidium
- Kirilowia
- Kochia Roth
- Krascheninnikovia Guldenstaedt
- Lagenantha
- Maireana
- Malacocera
- Manochlamys
- Microcnemum
- Microgynoecium
- Microtea Sw.
- Monolepis Schrad.
- Nanophyton
- Neobassia
- Nitrophila S. Wats.
- Noaea
- Nucularia
- Ofaiston
- Oreobliton
- Osteocarpum
- Pachycornia
- Panderia
- Petrosimonia
- Physandra
- Piptoptera
- Polycnemum L.
- Proatriplex (W.A. Weber) Stutz et Chu
- Quinoa
- Rhagodia
- Raphidophyton
- Roycea
- Salicornia L.
- Salsola L.
- Sarcobatus Nees
- Sarcocornia A.J. Scott
- Scleroblitum
- Sclerochlamys
- Sclerolaena
- Sclerostegia
- Seidlitzia
- Sevada
- Spinacia L.
- Stelligera
- Suaeda Forssk. ex J.F.Gmel.
- Suckleya Gray
- Sympegma
- Tecticornia
- Tegicornia
- Teloxys
- Threlkeldia
- Traganopsis
- Traganum
- Zuckia Standl.